# غوص احترافي

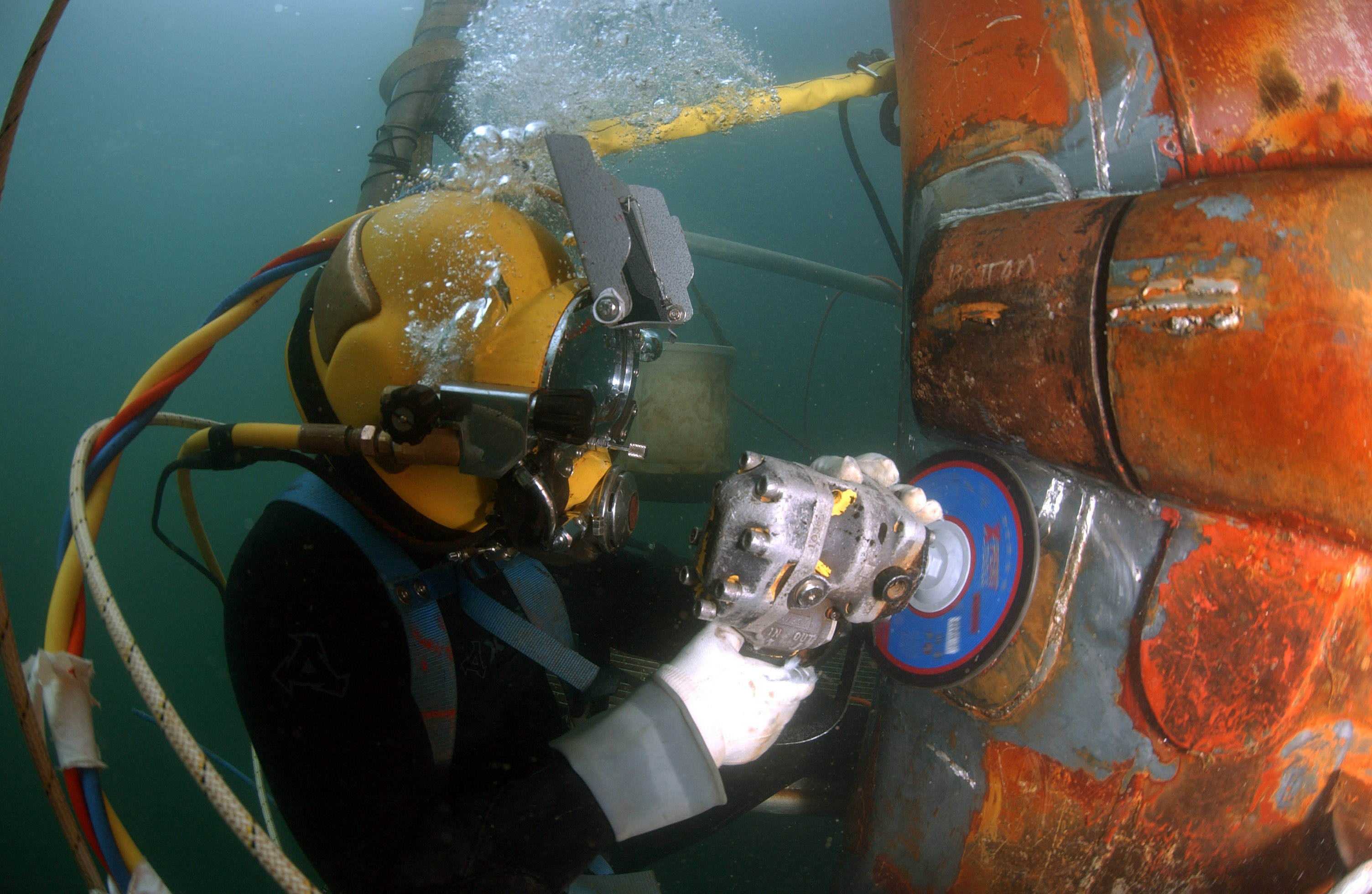
غواص محترف يقوم بعمليات إصلاح تحت الماء

الغوص الاحترافي هو نوع من أنواع الغوص حيث يقبض الغواص أجرة على عمله تحت سطح الماء. من أنماط الغوص الاحترافي ما يسمى بالغوص التجاري. يخضع الغواص لتدريبات خاصة إلى أن يصل إلى مرتبة الغوص الاحترافي، وللقيام بذلك عليه أن يلبي الشروط الموضوعة من قبل السلطات المحليّة لكي يصبح مخوّلاً له القيام بالغوص. يتطلب الغوص الاحترافي استخدام معدات غوص خاصة مثل حجرة غوص في المكان ووسائل اتصال بين الغواص والسطح لتأمين التواصل.

## أمثلة
يدخل الغوص الاحترافي ضمن المجالات التالية:
- البناء والإنشاءات الهندسية البحرية
- إصلاح وصيانة المنشآت التقنية
- الإنقاذ والإسعاف البحري
- الشرطة والجيش
- البحث العلمي

## اقرأ أيضاً
- غوص تقني
- غوص ترفيهي